# アレックス・ウルフ
アレックス・ウルフ（Alex Wolff, 1997年11月1日 - ）は、アメリカ合衆国のミュージシャン、俳優。

## 来歴
1997年、ニューヨーク州ニューヨーク市マンハッタンに生まれる。母親は女優で脚本家のポリー・ドレイパーで、父親はジャズピアニストのマイケル・ウルフ、兄のナット・ウルフも俳優、ミュージシャンとして活動している。父親はユダヤ教徒で母親はキリスト教徒である。
2006年の6歳のころにミュージカル映画『The Naked Brothers Band: The Movie』へ出演して子役として映画デビュー。ちなみに同作品は母親であるポリーが監督と脚本を担当している。2007年から放送されたミュージカルドラマのテレビシリーズ『The Naked Brothers Band』では、母親が同作品のクリエイターとして参加し、兄のナットと共に主演した。その後も順調にキャリアを重ね、2011年にはスタジオ・ジブリが製作した宮崎吾朗監督の長編アニメーション映画『コクリコ坂から』で英語吹替え版に声の出演もしている。2013年の『ブレンダン・フレイザーのエリートをぶっとばせ!』では、ブレンダン・フレイザーと共演し、13歳で大学に進学した根暗な天才児を演じている。

### 私生活
母方のドレイパー家が名家としても知られ、銀行家で軍人として知られるウィリアム・ヘンリー・ドレイパー・ジュニアや、叔父にベンチャー・キャピタルの分野で活躍するウィリアム・ヘンリー・ドレイパー3世、同じく投資家のティム・ドレイパーらが親戚にいる。

## フィルモグラフィ

### 映画
| 年   | 題名                                                                   | 役名                     | 備考                       | 吹き替え                |
| ---- | ---------------------------------------------------------------------- | ------------------------ | -------------------------- | ----------------------- |
| 2005 | The Naked Brothers Band: The Movie                                     | アレックス・ウォルフ     |                            | N/A                     |
| 2011 | コクリコ坂から                                                         | 松崎陸                   | 声の出演（英語版吹き替え） | 小林翼 （原語版の声優） |
| 2011 | ピンチ・シッター The Sitter                                            | クレイトン               | 日本劇場未公開             | 不明                    |
| 2013 | ブレンダン・フレイザーの エリートをぶっとばせ! Hair Brained            | イーライ・ペティフォッグ | 日本劇場未公開             | 不明                    |
| 2015 | ライ麦畑で出会ったら Coming Through the Rye                            | ジェイミー・シュワルツ   |                            | バトリ勝悟              |
| 2016 | パトリオット・デイ Patriots Day                                        | ジョハル・ツァルナエフ   |                            |                         |
| 2017 | サラブレッド Thoroughbreds                                             | パーティーの友人         | クレジットなし             | （吹き替え版なし）      |
| 2017 | ジュマンジ/ウェルカム・トゥ・ジャングル Jumanji: Welcome to the Jungle | スペンサー・ギルピン     |                            | 木村良平                |
| 2017 | ハウス・オブ・トゥモロー The House Of Tomorrow                         | ジャレッド               | （吹き替え版なし）         |                         |
| 2018 | ヘレディタリー/継承 Hereditary                                         | ピーター・グラハム       | 小田柿悠太                 |                         |
| 2018 | エンド・オブ・ハイスクール Dude                                        | ノア                     | Netflixオリジナル映画      | 不明                    |
| 2019 | バッド・エデュケーション Bad Education                                 | ニック・フライシュマン   |                            | （吹き替え版なし）      |
| 2019 | ヒューマン・キャピタル Human Capital                                   | イアン・ウォーフィールド |                            |                         |
| 2019 | ジュマンジ/ネクスト・レベル Jumanji: The Next Level                    | スペンサー・ギルピン     | 木村良平                   |                         |
| 2021 | PIG/ピッグ Pig                                                         | アミール                 | 平野潤也                   |                         |
| 2021 | オールド Old                                                           | トレント・カッパ（15歳） | 木村良平                   |                         |
| 2023 | オッペンハイマー Oppenheimer                                           | ルイ・アルヴァレズ       | 森脇陸三                   |                         |
| 2024 | クワイエット・プレイス:DAY 1 A Quiet Place: Day One                    | ルーベン                 | 益山武明                   |                         |

### テレビ
| 年        | 題名                                                   | 役名                 | 備考                                 | 吹き替え   |
| --------- | ------------------------------------------------------ | -------------------- | ------------------------------------ | ---------- |
| 2007-2009 | ネイキッド・ブラザーズ・バンド The Naked Brothers Band | アレックス・ウォルフ | 計32話出演                           | 中司ゆう花 |
| 2009      | 名探偵モンク Monk                                      | ブライアン・ウィリス | シーズン8第12話「復職審査」          |            |
| 2010      | イン・トリートメント In Treatment                      | マックス・ウェストン | 計7話出演                            |            |
| 2016      | DIVORCE/ディボース Divorce                             | コール               | 計2話出演                            |            |
| 2017      | レッド・オークス Red Oaks                              | ディレクター         | シーズン3第1話「Summer in the City」 |            |

## 参照
1. ↑  “Alex Wolff Biography”. 2014年8月3日閲覧。
2. ↑  http://www.clevelandjewishnews.com/archives/article_c2b4cf33-f85a-54de-a073-0908e4884335.html
3. ↑  https://www.nytimes.com/2007/01/25/arts/television/25nake.html?_r=0